# Trace Gas Orbiter
ExoMars Trace Gas Orbiter (TGO) este un proiect de colaborare între Agenția Spațială Europeană (ESA) și agenția rusă Roscosmos care a trimis un orbitator de cercetare atmosferică și landerul Schiaparelli pe Marte în 2016, ca parte a programului ExoMars.
Trace Gas Orbiter a dus landerul Schiaparelli la 16 octombrie 2016, care s-a prăbușit pe suprafața planetei Marte din cauza unei eliberări premature a parașutei.
Un obiectiv cheie este de a dobândi o mai bună înțelegere a metanului (CH4) și alte urme de gaze prezente în atmosfera marțiană care ar putea fi dovezi pentru o posibilă activitate biologică. Programul va urma împreună cu landerul Kazachok și roverul Rosalind Franklin în 2022, care va căuta biomolecule și biosemnături; TGO va funcționa ca legătură de comunicație pentru lander și rover și va furniza comunicarea pentru alte sonde de suprafață ale Marte cu Terra.